# Onda oceânica de superfície

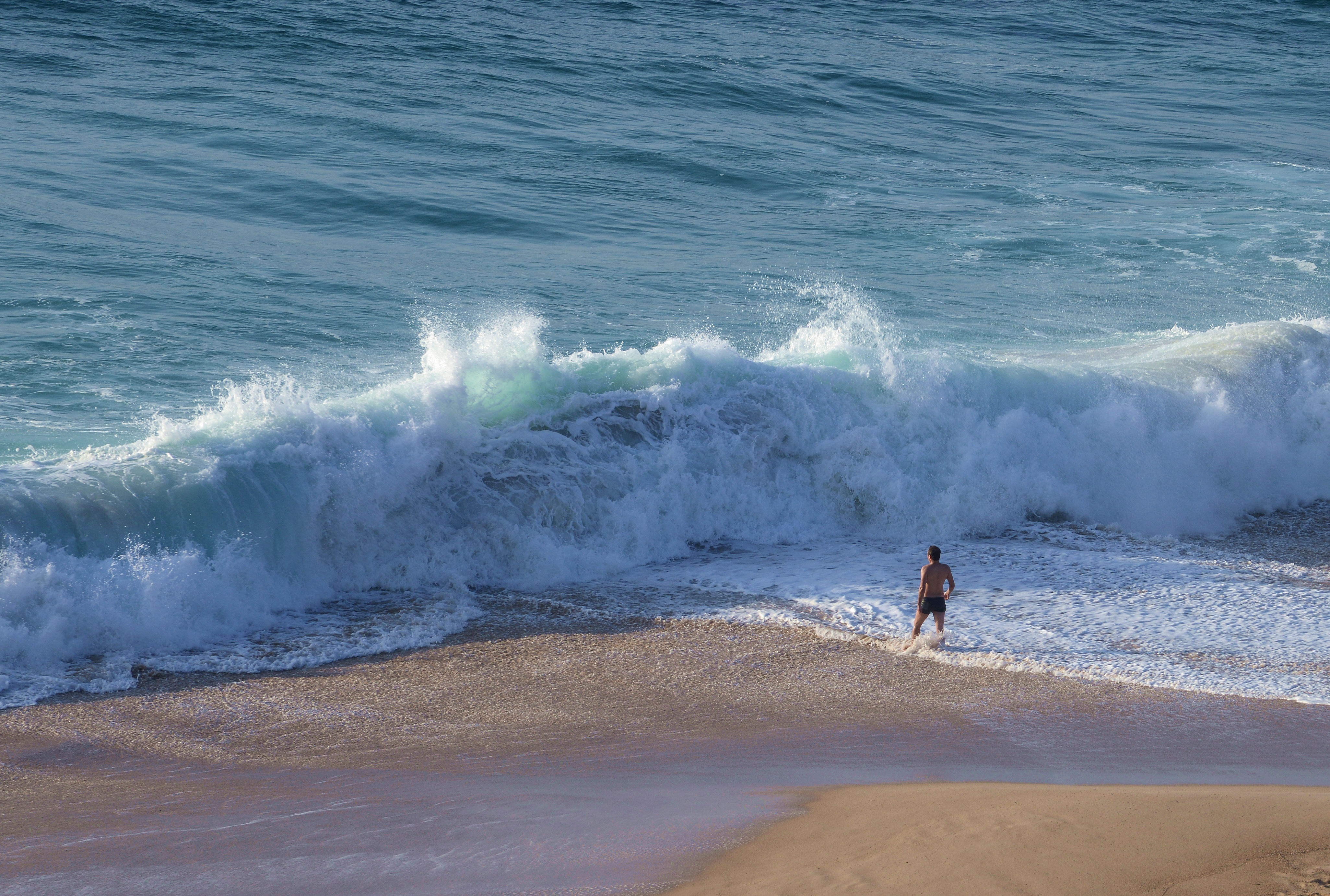
Um homem ao pé de ondas do mar grandes em Porto Covo, Portugal

As ondas oceânicas de superfície são ondas de superfície que ocorrem nos oceanos. São geradas pelo vento que cria forças de pressão e fricção que perturbam o equilíbrio da superfície dos oceanos. O vento transfere parte da sua energia para as ondas ao exercer na superfície da água uma força resultante de diferenças de pressão, provocadas por flutuações na velocidade do vento próximo à interface ar-mar. A superfície perturbada é restabelecida por ação da gravidade. A interação cíclica entre a força de pressão exercida pelo vento e a força da gravidade, faz com que ondas se propaguem, se distanciando progressivamente de sua zona de geração. Ondas desse tipo também podem ocorrer em lagos e lagoas. 

## Leis da Mecânica Newtoniana
O movimento das ondas em oceanos, lagos e lagoas segue expressões matemáticas com base nas Leis da Mecânica Newtoniana. Isso permite que ondas oceânicas sejam simuladas em computadores. Modelos de onda como o WAVEWATCH III permitem a aplicação de leis físicas e aproximações matemáticas, em conjunto com sistemas de previsão do tempo (que fornecem simulações do vento), possibilitando prever a geração de ondas através da modelagem ambiental numérica, atividade realizada em diversos centros de previsão do tempo no mundo (incluindo o CPTEC no Brasil). A previsão de ondas auxilia atividades econômicas no mar e aumenta a segurança de atividades marítimas comerciais (navegação, pesca, exploração petrolífera etc) e recreacionais (vela, surfe etc).

Vaivém de duas partículas superficiais quando passa um trem de ondas

## O «sentir do fundo» pelas ondas

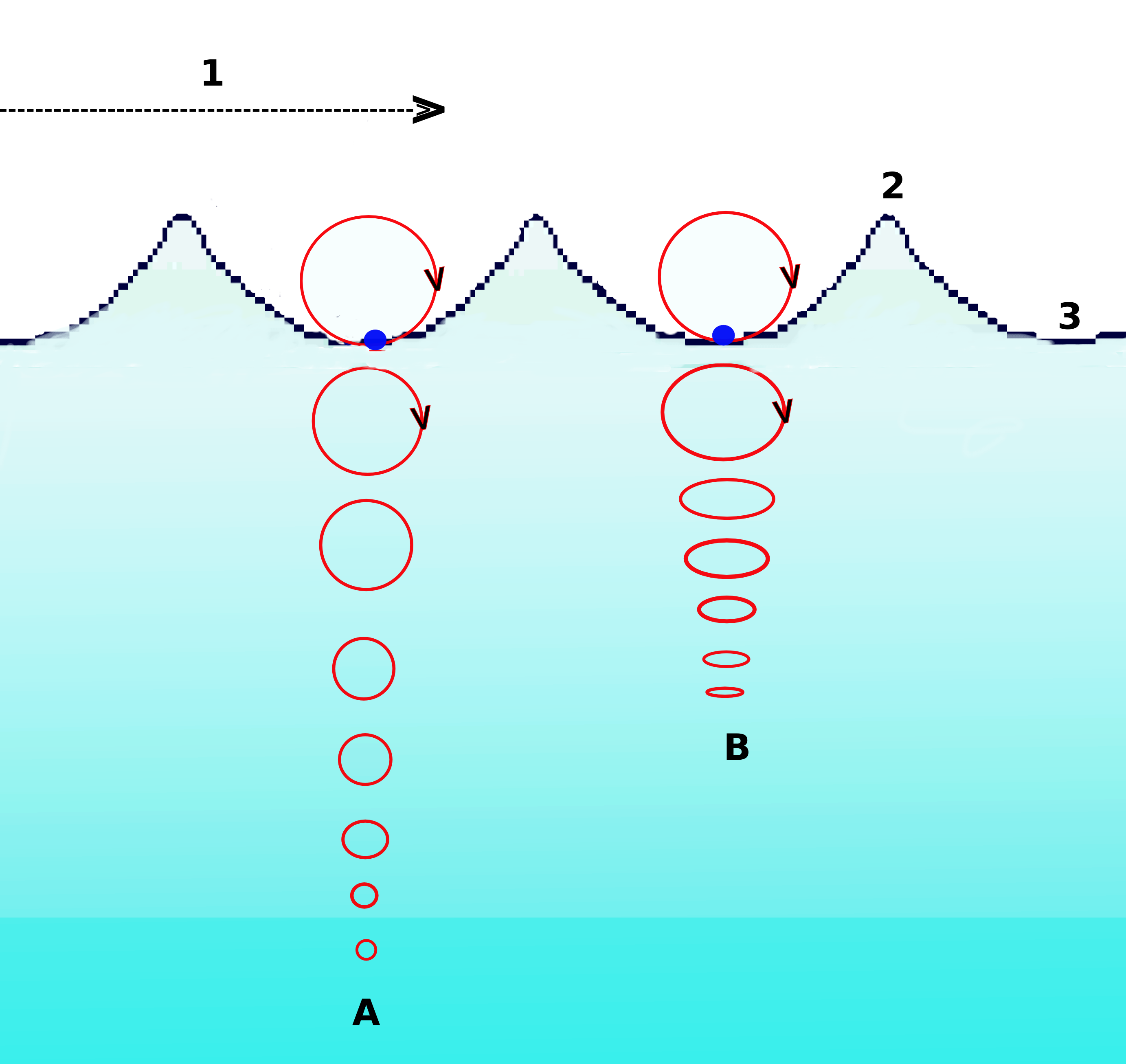
Movimento das partículas da água numa onda.
A=Movimento orbital em águas profundas
B=Movimento orbital elíptico em águas rasas
1= Direção de propagação da onda.
2= Crista
3= Vale

Se pusermos um pedaço de madeira a flutuar na água do mar ele move-se um pouco para a frente na crista de cada onda e depois um pouco para trás quando o vale entre as ondas passa. Ou seja, a forma de onda vai-se aproximando da praia, mas cada porção de água só se move para a frente e para trás. Se pusermos o pedaço de madeira a flutuar a várias profundidades dentro de água, veremos que eles se movem no interior da água em órbitas aproximadamente circulares. 
As órbitas têm um raio maior perto da superfície e vão tendo cada vez um raio menor até que deixam de existir a uma profundidade que é cerca de metade da distância entre as cristas das ondas (ou seja, metade do comprimento de onda de propagação). 
A uma distância da praia em que o fundo está a uma distância igual a cerca de metade do comprimento de onda, os movimentos orbitais dos níveis mais profundos começam a ser restringidos porque a água já não se pode mover verticalmente; apenas se pode mover para a frente e para trás, na horizontal. Um pouco acima, a água já se pode mover um pouco verticalmente e as órbitas passam de circulares a elípticas. À superfície, as órbitas podem ainda ser circulares.

## Altura de uma onda e a profundidade da água
Este fenómeno de distorção das órbitas, que se dá quando as ondas «sentem o fundo», faz com que a onda seja retardada, diminuindo o comprimento de onda de propagação, porque a distância à próxima crista vai diminuindo. Como resultado, a água que chega acumula-se e faz com que a crista da onda cresça e se torne mais angulosa. A inclinação da onda (a razão entre a sua altura e o comprimento de onda) aumenta até que, ao chegar a um valor de cerca de 1/7, a água já não se consegue suportar a si própria e a onda rebenta. A profundidade da água é então cerca de 1,3 vezes a altura da onda (a distância vertical entre um vale e a crista que se lhe segue). 
A distância à costa em que este fenómeno ocorre depende da inclinação do fundo. Se o fundo da costa for muito inclinado, muitas ondas pequenas rebentarão na costa. Se o fundo é mais suavemente inclinado, as ondas rebentarão mais longe. Por isso, o sítio de rebentação das ondas é um bom indício para sabermos qual é a profundidade da água.
Para estimar a altura de uma crista de onda que rebenta mais longe da praia, podemos procurar o local de onde vemos a crista da onda alinhada com o horizonte. A altura da onda é igual à distância vertical entre o olhos e o ponto mais baixo para o qual a água desce no seu movimento de vaivém na praia.

## Ondas e tempestades

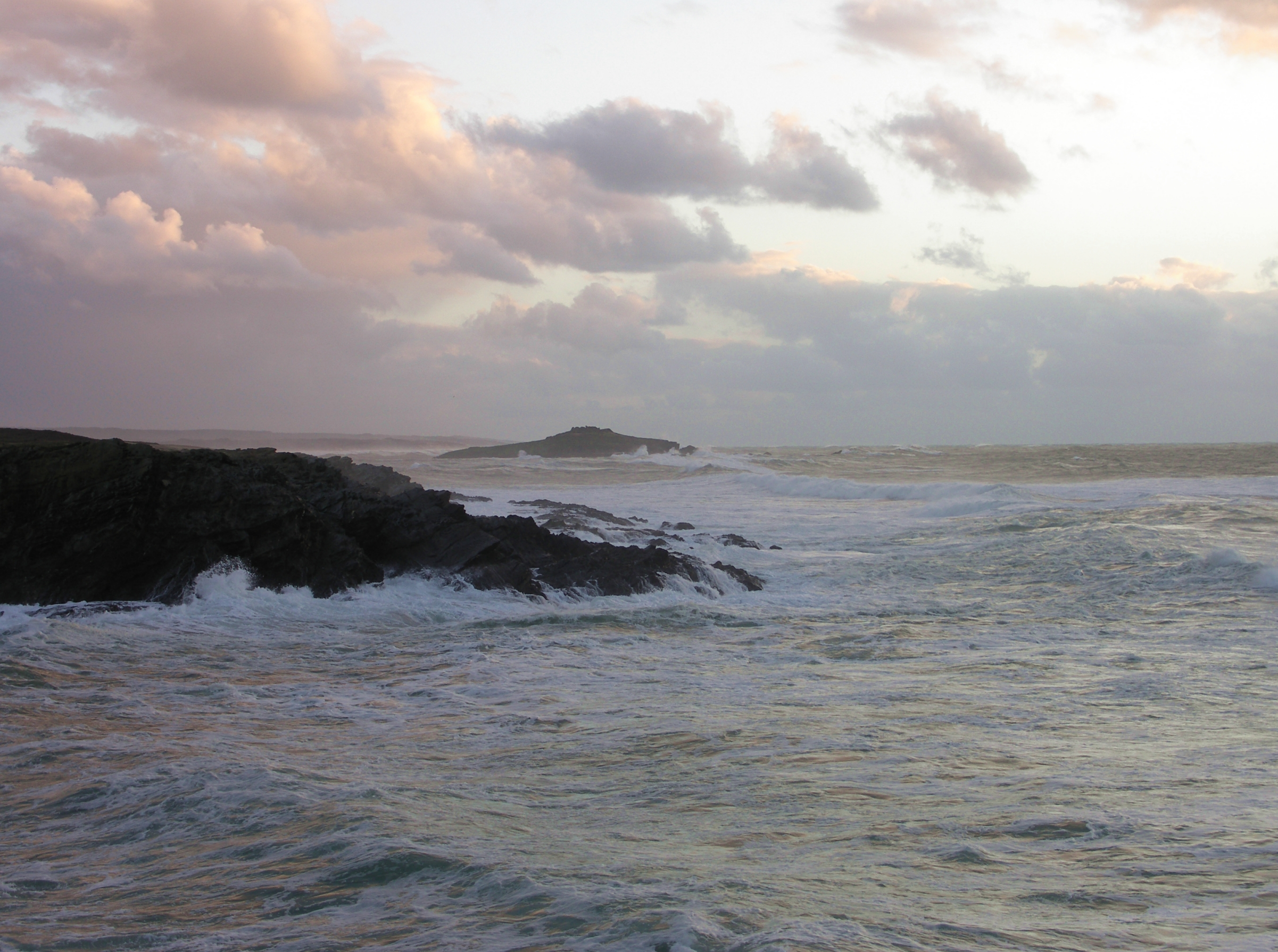
Ondas de tempestade. Porto Covo, Portugal.

O intervalo entre ondas numa costa (o seu período) pode ser de alguns segundos ou de uns 15 a 20 segundos. Se observarmos com atenção veremos que em cada dia ou em cada parte de um dia existe uma certa regularidade no intervalo entre as ondas. Só que essa regularidade é complexa; como por exemplo uma série de ondas pequenas com um período curto alternando com ondas maiores com períodos mais longos. Essa regularidade dá-nos uma ideia, ainda que grosseira, das muitas tempestades perto e longe que as geraram. As várias ondas de diferentes alturas e períodos que rebentam numa costa são fundamentalmente o resultado da interferência das ondas provocadas por tempestades de severidade diferente e ocorrendo a distâncias diferentes.
Se as praias do Atlântico têm ondas mais altas e são boas para os surfistas é porque as muitas tempestades que ocorrem em todo o Atlântico são reforçadas pelos ventos predominantes vindos de Oeste, no Hemisfério Norte. As costas atlânticas da América do Norte são piores para os surfistas porque os ventos de Oeste sopram contra as ondas que avançam para a costa em direcção a leste e diminuem o seu efeito. 
Durante tempestades, em águas mais profundas, a força do vento vai formando ondas pequenas que aos poucos vão crescendo. O tamanho das ondas depende da força do vento, do tempo que o vento sopra numa só direcção e da área de mar aberto em que o vento sopra sobre a água. Mas, segundo os marinheiros, a altura das ondas não deverá ser nunca muito maior do que cerca de 1/10 da velocidade do vento em km/h. Ou seja, um furacão com ventos de 120 km/h pode produzir ondas de cerca de 12 metros de altura. Ondas de 13,5 metros de altura são bastante comuns em tempestades mas já foram observadas ondas de 33 metros. 
Quando as ondas se afastam da zona de tempestade vão-se tornando mais regulares e de menor altura e são chamadas ondas de superfície (ondas que viajam em águas mais profundas do que metade do comprimento de onda). 
Podem viajar centenas de quilómetros e mesmo atravessar todo um oceano. Uma onda com um período de T segundos viaja a uma velocidade que, em km/h, é cerca de 5,6 * T e com um comprimento de onda, em metros, que é cerca de 1,53* T². (Uma onda de superfície com 10 segundos de período viajará a 56 km/h e terá um comprimento de 153 metros). As várias tempestades que ocorrem num oceano vão produzir ondas de diferentes alturas e períodos que interferem umas com as outras, como as ondas que se formam quando atiramos várias pedras para a superfície de um lago, até acabarem por se aproximar de uma costa. 
Quando uma onda de superfície se aproxima da costa e encontra águas menos profundas do que metade do seu comprimento de onda, só o seu período continua o mesmo. A sua velocidade e comprimento de onda diminuem e a altura aumenta. Para uma onda de superfície com 10 segundos de período isso começará a acontecer quando a profundidade das águas for cerca de 76 metros (153/2). 

## Ondas chegam à praia quase paralelas à costa

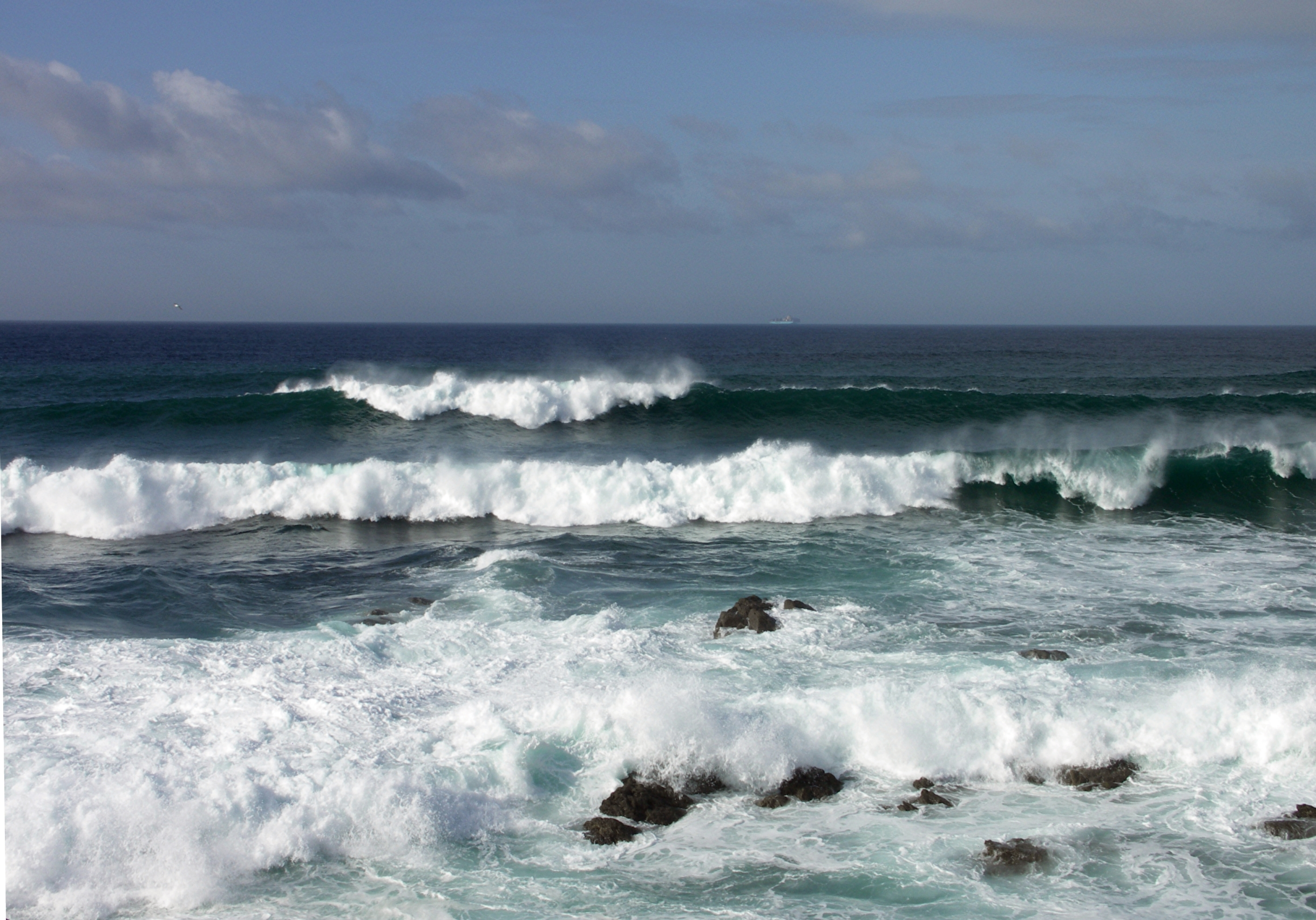
Ondas a rebentar paralelas à costa. Porto Covo, Portugal.

Se olharmos o oceano de cima, de um ponto mais elevado numa costa, vemos o padrão horizontal de cristas de onda que se aproximam dela. E podemos então notar que, seja lá de que direcção as ondas venham, elas acabam por se ir encurvando ao chegar mais perto da costa de modo a chegarem à praia numa direcção quase perpendicular a ela, mas raramente exactamente perpendicular.
O que se passa é que, quando uma onda se aproxima da costa numa direcção que faz um determinado ângulo com a perpendicular à costa, as partes mais próximas da costa «sentem» o fundo mais cedo e, nessas partes, a velocidade de propagação das ondas diminui. À medida que cada parte da crista da onda vai sentindo o fundo, as partes que o sentiram antes vão diminuindo cada vez mais a sua velocidade. Deste modo e de uma forma contínua a linha da onda vai sendo encurvada: um fenómeno a que se chama refracção das ondas, por ser similar ao que se passa com os raios de luz na refracção óptica. E é isto que faz com que as ondas acabem por chegar à praia numa direcção quase perpendicular a ela e rebentem de um modo quase paralelo à costa. 
Na refracção, passa-se algo de parecido com uma fila de soldados que vira uma esquina em formação, com os soldados que estão mais perto da esquina a andarem mais devagar e os que estão longe dela a andarem mais depressa.
Se uma onda encontra uma parte da costa mais saliente, como um promontório, a parte que a «sente» primeiro diminui mais depressa de velocidade e as outras partes, de ambos os lados, seguem em frente mas vão sendo encurvadas e vão acabar por rebentar de cada um dos lados dessa saliência (os soldados em frente ao promontório param e os outros atacam-no rodeando-o de ambos os lados). As ondas convergem nessas partes mais salientes e ao rebentar gastam nelas a maior parte da sua energia, causando mais erosão do que nas outras partes da costa. Nas baías, a refracção faz com que as ondas divirjam e a energia aí despendida seja mínima, tornando as baías mais calmas. 
As partes salientes das costas «chamam as ondas». E a energia das ondas é assim distribuída de forma ir tornando a linha de costa cada vez mais rectilínea.
As ondas provocadas pelos ventos das tempestades podem ser extremamente destrutivas. Chegam por vezes a conseguir levantar estruturas de mais de 2000 toneladas. Mas as ondas mais destrutivas são as associadas aos maremotos, tsunami e ondas marítimas.